# Trận Hastings
Trận Hastings là một trận đánh diễn ra vào ngày 14 tháng 10 năm 1066 giữa lực lượng Norman /nɔːmən/ dưới sự lãnh đạo của Công tước William II xứ Normandy và quân đội Anglo-Saxon do vua Harold II chỉ huy. Đây là thắng lợi quyết định trong cuộc chinh phục nước Anh của người Norman. Sau trận chiến này, một hệ thống quyền lực Anh-Norman mới tại Anh đã được thiết lập. Trận chiến đã nổ ra tại đồi Senlac, một địa điểm cách thị trấn Hastings khoảng 6 dặm về phía tây bắc, gần Đông Sussex ngày nay.
Vua Harold II đã tử trận tại Hastings - tương truyền rằng ông đã bị một mũi tên bắn trúng vào mắt. Mặc dù sau đó người Anh vẫn tiếp tục kháng cự nhưng trận này được xem là có ý nghĩa quyết định để William kiểm soát nước Anh và trở thành vị vua Norman đầu tiên dưới tên gọi William I của Anh. Cho đến nay, trận Hastings vẫn được xem là trận xâm lược cuối cùng vào nước Anh.
Các sự kiện trước và trong trận chiến được miêu tả trên tấm thảm Bayeux nổi tiếng. Tu viện Battle ở Đông Sussex sau đó được xây dựng trên địa điểm xảy ra trận chiến.

## Bối cảnh

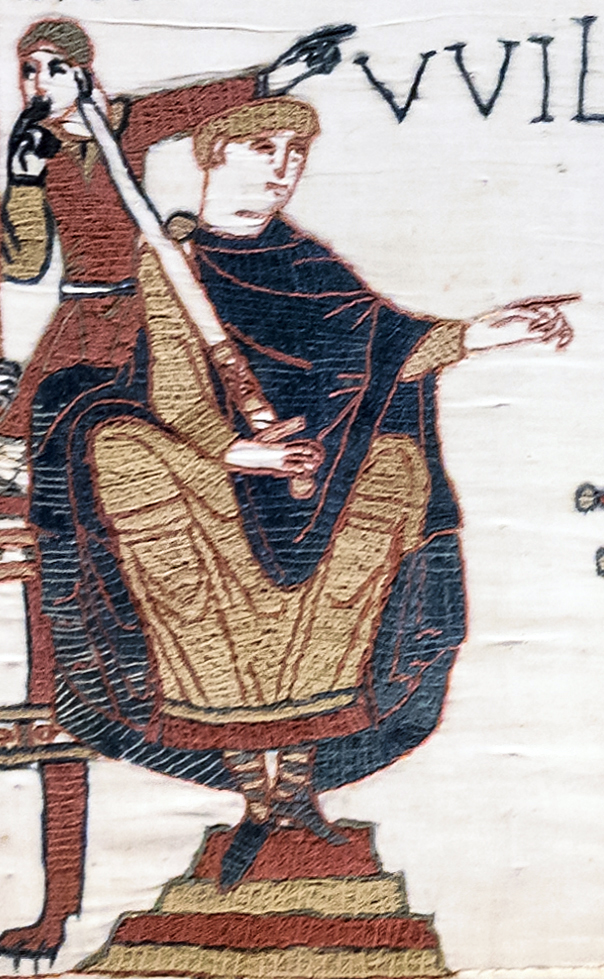
Vua William I Kẻ chinh phục

Năm 1035, Công tước xứ Normandy là Robert qua đời. Con ông là William mới lên 8 tuổi đã kế thừa tước vị của cha mình. Lập tức các quý tộc Norman nổi dậy chống lại vị Công tước trẻ tuổi này. Lúc này William nhận được sự giúp đỡ của vua Pháp và Giáo hội nên vẫn bảo toàn được vị thế. Về sau này ông đã xây dựng được một đội quân hùng mạnh và chiến thắng những kẻ nổi loạn vào năm 1047. Sau khi tạo dựng được thế lực cho mình, trong nhiều năm sau đó, William đã tỏ rõ những mối quan tâm đối với vùng đất ở bên kia bờ biển là nước Anh, vốn có mối quan hệ mật thiết với xứ Normandy.
Vua Anh là Người xưng tội Edward đã từng có thời gian dài sống ở Normandy trước khi lên ngôi vua Anh. Một số tài liệu nói rằng Người xưng tội Edward đã có lời hứa truyền ngôi cho người em họ của ông là Công tước William xứ Normandy, nhưng khi trên giường bệnh thì ông lại quyết định truyền ngôi cho Harold Godwinson, một quý tộc thuộc gia đình thế lực nhất ở Anh. Vua Edward có một người cháu trai đủ điều kiện kế vị, nhưng bị cho là quá nhỏ tuổi để trị vì một vương quốc. Ngay sau khi Người xưng tội Edward qua đời vào tháng 1 năm 1066, Harold Godwinson tuyên bố lên ngôi vua Anh. Ông nhận được sự ủng hộ của Witenagemot, một hội đồng các quý tộc Anglo-Saxon.
Công tước William xứ Normandy đã thiết lập rõ chính sách của mình với nước Anh trong hơn 15 năm qua (chờ đợi cơ hội để lên ngôi). Ông xem việc lên ngôi vua của Harold như một lời tuyên bố chiến tranh. William liền lên kế hoạch xâm lược nước Anh và cướp ngôi. Quân đội Norman không đủ mạnh để đơn độc tiến hành cuộc chiến, do đó ông đã mời các quý tộc ở khắp nơi tới Caen thuộc Normandy để nhờ giúp sức (có người ở xa tận miền Nam Italia). William hứa sẽ ban thưởng đất đai và chức tước cho những người đi theo mình và tuyên bố rằng cuộc chinh phạt đã được ủng hộ bởi Giáo hoàng.
William tập hợp một hạm đội với số lượng được cho là khoảng 696 chiếc tàu, nếu con số này chính xác thì quân đội của ông gồm hơn 20.000 người. Lực lượng này đã chờ đợi tại cảng qua mùa hè, có thể là vì thời tiết xấu và cũng rất có thể là do sợ hãi một trận đụng độ trên biển với hạm đội lớn của Anh. Họ cuối cùng cũng khởi hành đi Anh sau khi các nguồn cung cấp hậu cần đã hết buộc Harold phải giải tán hạm đội. Trong lúc này thì nhiều tàu Anh đã đắm do bão. Ngày 28 tháng 9 năm 1066, William đã đổ bộ xuống một địa điểm nằm ngoài dự định tại Pevensey mà không gặp sự kháng cự nào.
Vua Anh Harold II đã sẵn sàng chờ đợi một cuộc xâm lược của người Norman. Thế nhưng trước khi giáp mặt với William, ông đã phải đưa đội quân của mình về phía bắc để đánh trả quân xâm lược Viking tới từ Na Uy dưới sự chỉ huy của vua Harald Hardråda (ông này cũng tuyên bố mình mới là người kế vị hợp pháp của ngai vàng nước Anh) và Tostig Godwinson (em trai của Harold). Harold đánh tan những kẻ xâm lược tại trận Stamford Bridge, gần vùng York. Sau khi nghe báo tin rằng lực lượng của William đã đổ bộ vào đất Anh, ông vội vã hành quân về phía nam. Người em của ông, Bá tước Gyrth, đề nghị rằng nên hành quân chậm lại để có thể tập hợp thêm nhiều người khác, nhưng Harold quyết tâm chứng tỏ cho người dân thấy rằng ông có thể bảo vệ vương quốc mới của mình chống lại bất kỳ kẻ xâm lược nào. Ông ta rời London vào sáng ngày 12 tháng 10, tập hợp bất cứ lực lượng nào có thể trên đường tiến quân. Sau khi cắm trại ở Long Bennington, ông đến Senlac vào đêm ngày 13 tháng 10.
Harold triển khai lực lượng của ông, chắn ngang con đường từ Hastings đến London, trên đồi Senlac, khoảng 6 dặm (10 km] về phía tây bắc của Hastings. Phía sau ông là rừng Anderida rộng lớn, và ở phía trước mặt ông là một sườn đất dốc thoai thoải, khi xuống tới đáy thì nó dốc ngược lên ở phía đối diện, tạo thành sườn đồi Telham.

## Tương quan lực lượng

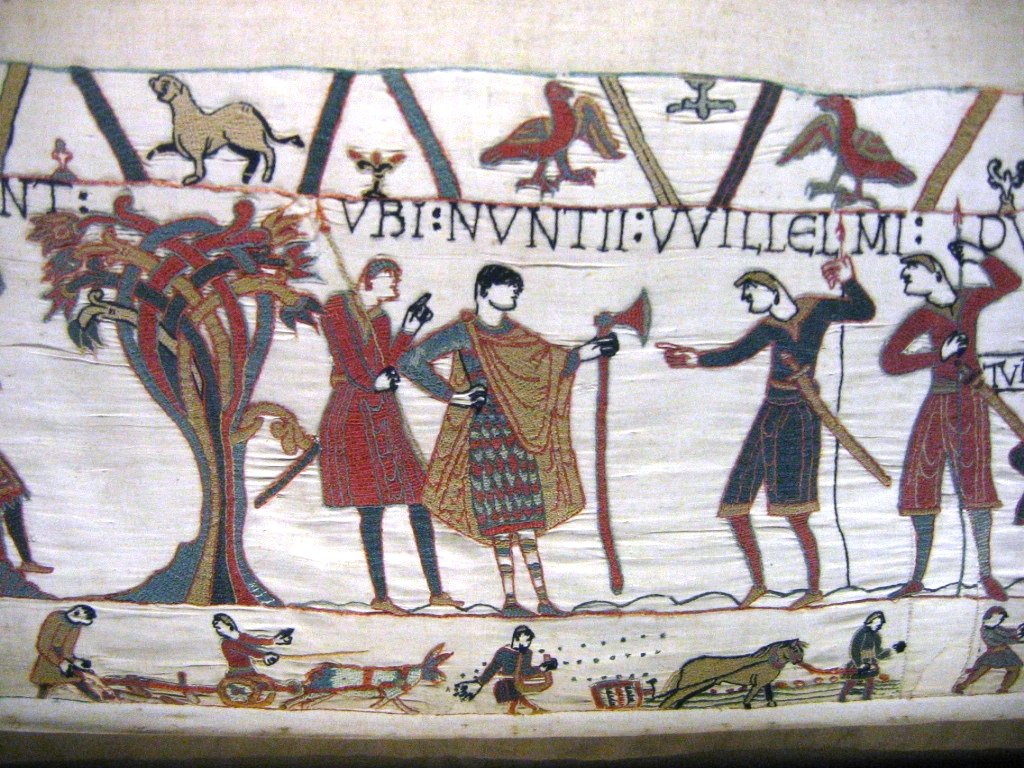
Quân Anh với cái búa chiến Đan Mạch

### Quân Anh
Quân đội Anh đã phải chiến đấu hai trận đánh lớn khác nhau, ở ải Fulford và Stamford Bridge, 3 tuần trước trận trận Hastings. Trận thứ hai đã tiêu diệt hoàn toàn quân đội của vua Harald Hardråda, nhưng cũng đã làm hao mòn sinh lực quân Anh.
Quân Anh gồm phần lớn là bộ binh. Có thể một số, hoặc tất cả trong số họ đã cưỡi ngựa tới chiến trường, nhưng khi tới nơi thì họ xuống ngựa để chiến đấu. Chủ lực của họ là những người lính chuyên nghiệp phục vụ toàn thời gian, được gọi là bồi thần (Housecarls). Những người này tuyệt đối trung thành với nhà vua. Chiến giáp của họ bao gồm một chiếc mũ sắt hình nón, một chiếc áo giáp bằng lưới sắt và một chiếc lá chắn có hình chiếc diều. Vũ khí chính của họ là búa trận Đan Mạch cầm hai tay, mặc dù mỗi người lính cũng có thể mang theo một thanh kiếm để dùng trong lúc nguy cấp.
Đại bộ phận quân đội là quân địa phương (fyrd), bao gồm binh sĩ bán thời gian của Anh được cung cấp từ giới quý tộc chủ đất nhỏ. Những người này là tầng lớp quý tộc nắm giữ đất đai và được yêu cầu phải phục vụ với áo giáp và vũ khí của mình trong một số ngày nhất định mỗi năm. Hệ thống phòng thủ đáng chú ý nhất của người Anh là bức tường khiên chắn, trong đó tất cả mọi người ở phía trước ghì chặt lá chắn của họ lại với nhau. Trong giai đoạn đầu của trận đánh, các bức tường chắn tỏ ra rất hiệu quả trong việc bảo vệ cho binh sĩ Anglo-Saxon chống lại cung tên của quân Norman. Toàn bộ quân đội Anh đã chiếm các vị trí theo đường chóp, nếu thương vong làm giảm số lượng binh sĩ ở hàng phía trước thì hai bên cánh sẽ di chuyển về phía trước để lấp đầy khoảng trống.

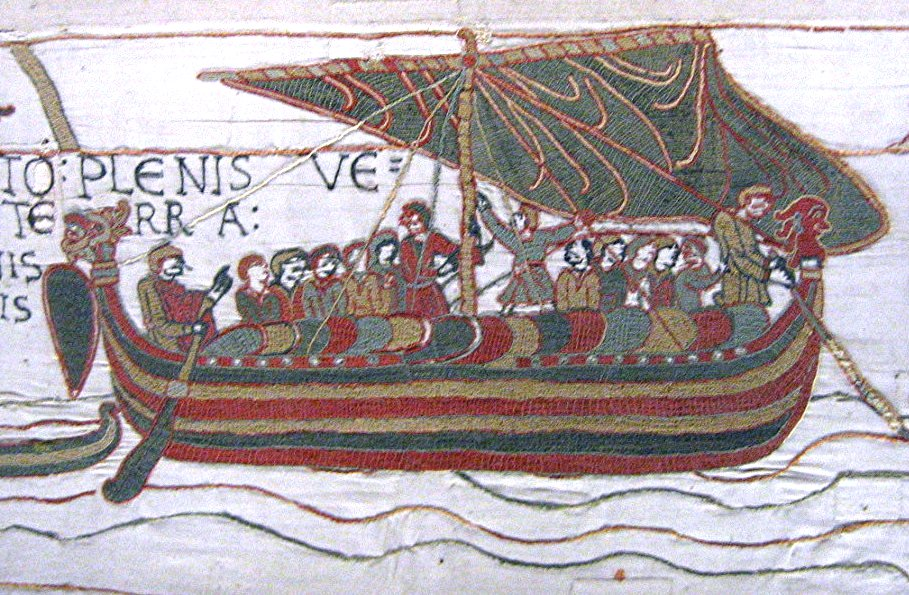
Quân Norman chèo thuyền đổ bộ lên Anh

### Quân Norman
Quân Norman gồm các quý tộc, lính đánh thuê và quân đội từ Normandy (khoảng một nửa), Flanders, Brittany (khoảng một phần ba) và Pháp (các vùng mà ngày nay là Paris và Île-de-France), cùng một số người đến từ những vùng xa xôi ở phía nam Italia. Có ý kiến cho rằng kỵ binh của Norman được xem là một trong những lực lượng kỵ binh tốt nhất châu Âu. Họ có áo giáp nặng và thường được trang bị một ngọn thương và một thanh kiếm. Như với tất cả các kỵ binh, nói chung thì họ sẽ phát huy hiệu quả tối đa trong việc tấn công một đội quân đã bắt đầu vỡ trận. Ngoài lính bắn nỏ (thường chỉ được trang bị một chiếc mũ sắt), bộ binh Norman được bảo vệ bằng áo giáp lưới và trang bị giáo, kiếm và lá chắn, giống như các đối thủ người Anh của mình.
Ngoài ra, con số rất lớn xạ thủ trong quân đội của William cũng phản ánh xu hướng trong quân đội châu Âu thời bấy giờ là kết hợp các loại binh chủng khác nhau trên chiến trường. Trận Hastings cũng đánh dấu lần đầu tiên những cây nỏ được sử dụng với số lượng lớn trong một trận đánh ở nước Anh. Nỏ là một loại vũ khí tương đối gọn nhẹ nhưng lại có hiệu quả cao trên chiến trường, bắn chính xác hơn cung tên vì có bệ ngắm.

## Diễn biến trận đánh

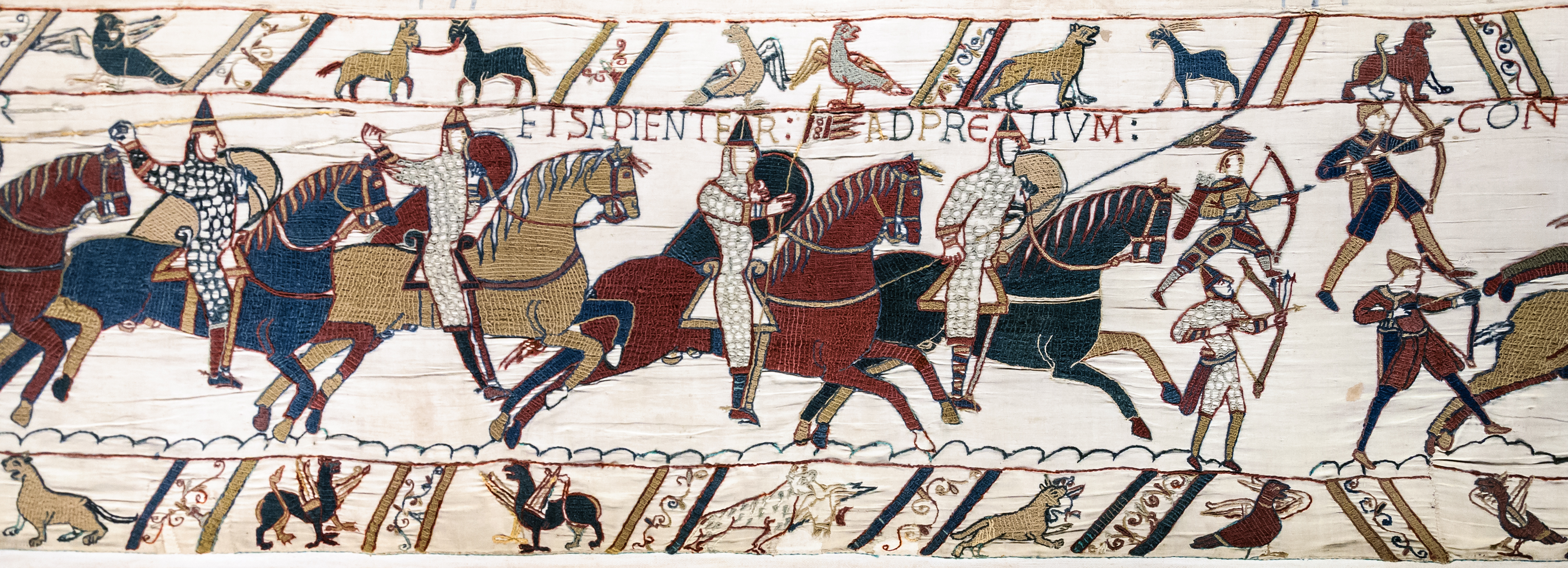
Kỵ binh Norman xung phong

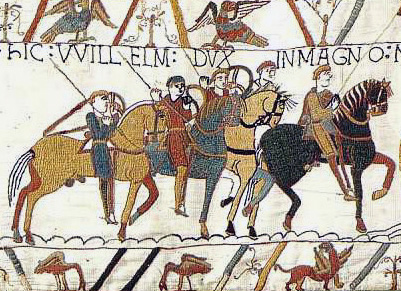
William đích thân dẫn đầu kỵ binh xung phong

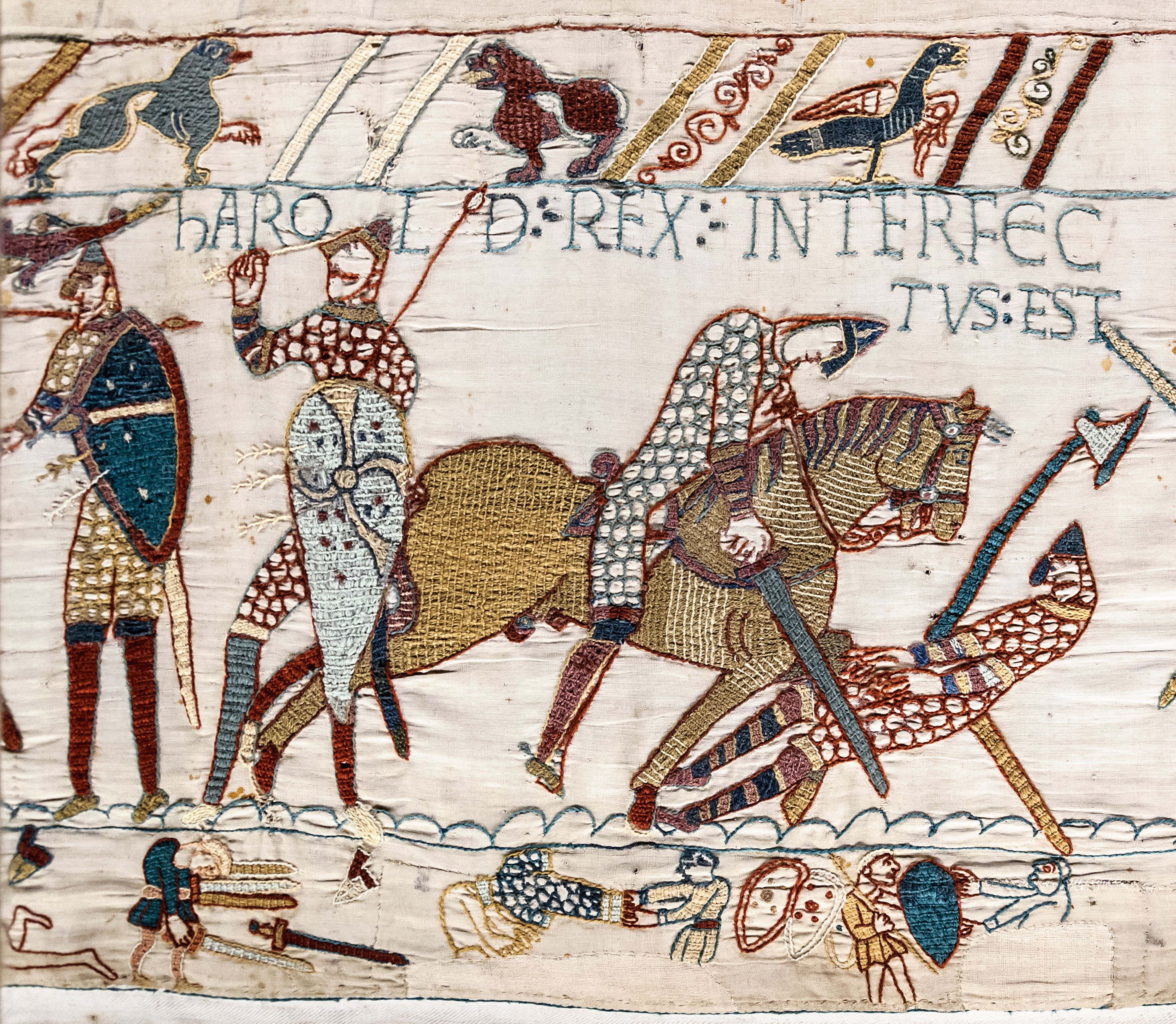
Cảnh miêu tả một tên lính la toáng lên: Đức Vua Harold chết rồi! (Harold trúng ngay một tên vào mắt)

Về bố trí binh lực đôi bên, quân Anh chỉ bày một đội hình bức tường khiên chắn, trong khi đó quân Norman gồm 3 hàng. Hàng đầu là các cung thủ, hàng thứ hai là lực lượng bộ binh, hàng thứ ba là lực lượng kỵ binh. Mở màn cho trận chiến, một chiến binh bên phía William tên là Taillefer tiến lên trước, hát vang Bài ca Roland, giết được một binh sĩ Saxon lao lên thách thức, trước khi bị quân Anh giết chết.
William dựa vào chiến thuật cơ bản với việc xếp các cung thủ ở phía trước và làm rối loạn đội hình đối phương bằng các trận mưa tên, sau đó tung bộ binh ra để cận chiến và kết liễu trận đánh là đòn tấn công bằng kỵ binh xung phong để phá vỡ đội hình của quân Anh. Tuy nhiên, chiến thuật của ông đã không hiệu quả như dự tính. Quân của William tấn công vào quân Anh khi họ đã sẵn sàng và dàn trận. Các cung thủ Norman bắn rất nhiều loạt tên cầu vồng nhưng phần lớn trong số đó đã vấp phải bức tường khiên và chẳng gây thương vong bao nhiêu. Cho rằng người Anh đã bị thiệt hại nặng, William ra lệnh cho bộ binh của mình tấn công. Khi quân Norman tấn công lên đồi, người Anh đã ném xuống bất cứ thứ gì có thể như đá, lao và chùy. Những cú ném này có lẽ đã gây thương vong nặng nề cho bộ binh của Norman, làm cho hàng ngũ bị rối loạn.
Khi bộ binh Norman xáp lại với đội hình quân Anh, một trận kịch chiến dữ dội đã xảy ra. William đoán rằng người Anh đã nao núng do trận mưa tên, nhưng ông ta nào biết rằng các mũi tên chỉ trúng vào các tấm khiên và gây ra những thiệt hại rất nhỏ. Gần như tất cả các binh sĩ Anh vẫn đứng vững, bức tường lá chắn của họ về cơ bản vẫn còn nguyên vẹn. Kết quả là William đã phải ra lệnh cho kỵ binh của mình tấn công sớm hơn kế hoạch. Đối mặt với một bức tường của rìu, giáo và kiếm, nhiều con ngựa của các kỵ sĩ đã bị hoảng sợ lồng lên, mặc dù đã được đào tạo và luyện tập một cách khá cẩn thận. Sau một giờ giao tranh, phân đội người Brittany bên cánh trái của William đã chùn bước, vỡ đội hình hoàn toàn và bỏ chạy xuống chân đồi.
Bị thương vong nặng nề và nhận ra họ sẽ nhanh chóng bị bọc sườn, các lực lượng từ Normandy và Flanders rút lui cùng với quân Brittany. Do quá hưng phấn và đắc chí, nhiều người Anh đã phá vỡ hàng ngũ để lao theo truy kích đối phương. Bản thân Harold không lao lên, nhưng ông không ngăn được một bộ phận quân đội của mình làm chuyện đó, bao gồm hàng trăm lính nghĩa vụ và cả Leofwyne và Gyrthe, những người anh em của Harold. Trong trận hỗn chiến sau đó, ngựa của William đã bị giết chết và ông đã bị ngã rầm xuống đất. Lúc đó, rất nhiều binh sĩ của William tưởng ông đã chết và bắt đầu một cuộc tháo chạy còn lớn hơn. Chỉ sau khi ông đứng lên và ném chiếc mũ trụ khỏi đầu thì mọi người mới biết là William còn sống và qua đó, ông mới có thể tập hợp lại quân đội đang chạy trốn của mình.
Những binh sĩ hăng máu lao lên của quân Anh đã trở thành mục tiêu dễ dàng cho quân Norman trong một chiến trường mở. William và một nhóm các hiệp sĩ của ông đã thành công trong việc nhanh chóng phản công vào quân Anh đang truy đuổi (bây giờ họ không còn được bảo vệ bởi các bức tường khiên chắn) và tiêu diệt một số lượng lớn các lính nghĩa vụ. Nhiều người đã không nhận ra rằng người Norman đang phản công cho đến khi sự thể đã quá muộn, nhưng một số khác thì chạy ngược lên ngọn đồi kịp. Những người anh em của Harold không may mắn như vậy, cái chết của họ làm người Anh không còn một người chỉ huy thay thế nào sau cái chết của Harold. Hai bên tập hợp lại đội hình và sau đó là một thời gian tạm lắng xuống trên trận chiến. Cuộc chiến lúc này đã chuyển sang thế có lợi cho William kể từ khi người Anh mất đi sự che chở của một phần lớn bức tường chắn. Nếu không có một sự gắn kết của một đội hình có kỷ luật cao thì các cá nhân và các nhóm nhỏ quân Anh trở thành các mục tiêu dễ dàng. William tung quân đội của mình và tấn công mạnh vào đội hình của người Anh một lần nữa. Lần này thì rất nhiều lính chuyên nghiệp Anh (bồi thần) đã thiệt mạng.
Với một số lượng lớn các binh sĩ quân dịch người Anh lúc này đang chiếm chỗ ở hàng phía trước (do các lính chuyên nghiệp đã tử trận quá nhiều), bức tường lá chắn vốn được duy trì một cách kỷ luật bởi những lính bồi thần lúc này đã bắt đầu rạn nứt và tạo ra một cơ hội hết sức thuận lợi cho William. Vào đầu trận chiến, những trận mưa tên bắn vào quân Anh từ cung thủ của William đã tỏ ra không hiệu quả trước các tấm khiên chắn của quân Anh. Thế nhưng vào lúc này, mặc dù rất nhiều binh sĩ Anh ở hàng phía trước vẫn có lá chắn, William đã ra lệnh cho các cung thủ của mình bắn cầu vồng qua bức tường lá chắn để các mũi tên bắn trúng vào các nhóm quân Anh đứng đằng sau. Các cung thủ đã lập tức thi hành và gặt hái được thành công to lớn.
Tương truyền, tại thời điểm này vua Harold II bị trúng một mũi tên vào mắt. Nhiều binh sĩ Anh lúc này cảm thấy cực kỳ mệt mỏi. Quân đội của William đã tấn công một lần nữa và họ đã cố gắng để tạo những khe hở trong các bức tường lá chắn. Họ đã khai thác các khoảng trống này và quân đội Anh bắt đầu tan rã. William và một số hiệp sĩ của ông ta đã vượt qua bức tường lá chắn và đâm chết hẳn nhà vua Anh. Chứng kiến cảnh vua của họ cùng với rất nhiều nhà quý tộc đã tử trận, hàng trăm lính nghĩa vụ bỏ chạy khỏi bãi chiến trường tạo nên cảnh bại binh như núi lở. Riêng các bồi thần vẫn giữ lời thề của họ về sự trung thành với nhà vua và đã chiến đấu một cách dũng cảm cho đến khi tất cả đều bị giết. Do bị vỡ đội hình bức tường lá chắn nên khi quân Norman tấn công, quân Anh bị thua. Trong lúc một số lính nghĩa vụ và hậu quân bỏ chạy thì đội lính tinh nhuệ cùng ở lại tử chiến với vua của họ.

## Kết cục trận đánh

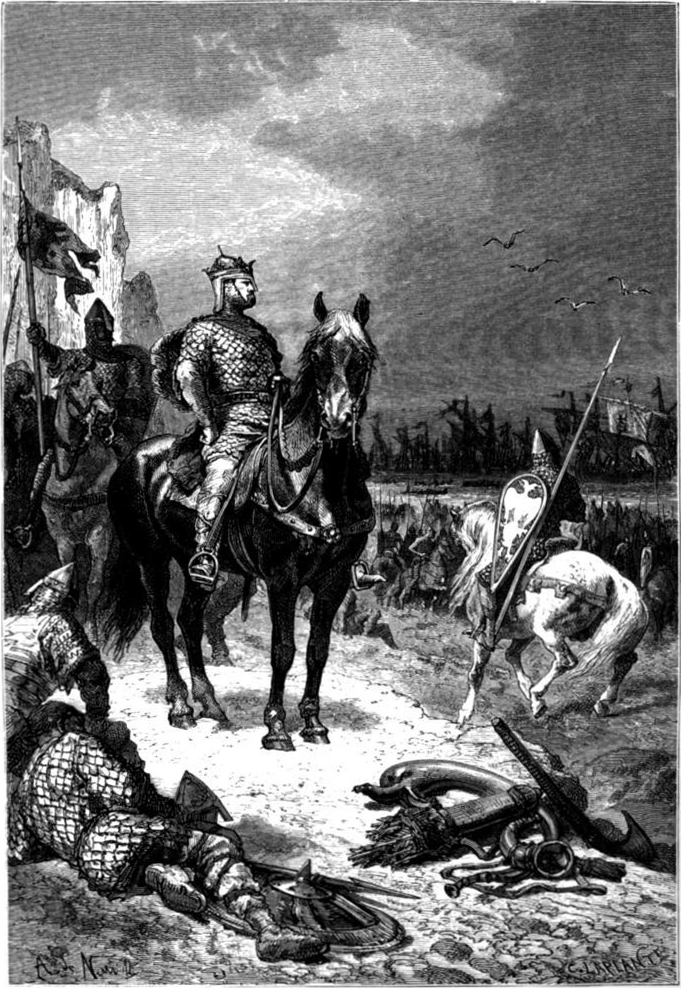
William I toàn thắng

Chỉ có một ít tàn quân Anh chạy thoát được vào rừng. Một số lính Norman đuổi theo người Anh, nhưng bị phục kích và tiêu diệt lúc hoàng hôn xuống khi họ chạm phải một con dốc bằng đất, được gọi là "chiếc mương xấu" bởi các sử gia thế kỷ 12. Chỗ này nhiều khả năng là Oakwood Gill, một con mương sâu đi qua đường A2100, phía bắc của bãi chiến trường. Thắng trận, William và quân đội của mình nghỉ ngơi trong hai tuần ở gần Hastings, chờ các lãnh chúa người Anh tự tới đầu hàng ông ta. Và rồi, sau khi ông nhận ra rằng hy vọng của mình về sự tự quy hàng của người Anh tại thời điểm đó là vô ích (vì những người này không thật lòng), ông bắt đầu tiến quân về London. Quân đội của ông bị suy giảm nghiêm trọng trong khoảng tháng 11 bởi vì những chứng bệnh kiết lỵ và bản thân William cũng bị bệnh nặng. Tuy nhiên, ông được tăng cường thêm một đội quân nữa mới vượt qua eo biển Anh. Dù sao đi nữa, sau khi Harold chiến bại, chẳng có lực lượng nào ở Anh đủ sức ngăn ông tiến quân.
Trong khi đó, tại London, người Anh vội vàng tập hợp tàn quân và chọn Edgar Atheling, một người vừa trẻ và vừa thiếu kinh nghiệm, lên ngai vàng. Họ chọn ông bởi vì một vị vua yếu kém vẫn tốt hơn so với không có vua, và khi mà không còn một người nào trong gia đình Godwinson thì ông ta là người duy nhất có thể lên ngai vàng. Không rõ là Edgar có được gia miện chính thức hay chưa, có thể là ông ta cũng được gia miện nhanh chóng như Harold, nhưng chưa có chứng cứ nào ghi rõ điều này. Không lâu sau cuộc bầu chọn của Edgar, Edwin và Morcar, các bá tước ở phía bắc, rời London và mang quân về lãnh địa (bá quốc) của họ. Các sử gia cho rằng họ nhìn nhận cuộc chiến với William chỉ như là một cuộc tranh chấp giữa ông với gia đình Godwinson, và hy vọng sẽ có hòa bình với Công tước. Các thành viên khác của Hoàng gia Anh như Margaret và Cristina, các chị em của Edgar, cũng vội vàng trở về đất phong của họ là Chester để có sự an toàn.
William tiến qua vùng Kent, tàn phá Romney, đồng thời tiếp nhận sự đầu hàng của Dover và lâu đài quan trọng của nó. Tại Dover, ông tạm dừng một tuần để tiếp nhận sự quy hàng của Canterbury vào khoảng ngày 29. Ông gửi sứ giả đến Winchester và họ đã nhận được sự đầu hàng của thành phố này từ hoàng hậu góa bụa Eadgyth. Từ Canterbury, William tiến tới Southwark. Sau khi bị cản trở trong một nỗ lực để vượt qua cầu London, ông đã phá hủy chỗ này. Ông tiếp cận thành phố theo một tuyến đường vòng quanh qua sông Thames ở Wallingford và tàn phá những vùng đất mà mình đi qua. Lực lượng Norman tiến về phía London từ phía tây bắc cuối cùng đã đến được Berkhampstead vào cuối tháng 11 năm 1066.
Những thông điệp đã được William đưa đến các bộ phận lãnh đạo đang bị bao vây ở London. Cuối cùng người ta đã đồng ý rằng thành phố sẽ tránh khỏi bị tàn sát hơn nữa nếu Edgar thoái vị và William được công nhận là vua. Thỏa thuận này dường như đã được áp dụng đối với vua Edgar trẻ tuổi. Trong đầu tháng 12, viên tổng trấn của Middlesex là Ansgar, các tổng giám mục của Canterbury và York, và vị vua bị phế truất Edgar đều đầu hàng William. William đón tiếp họ một cách ân cần và chấp nhận sự quy thuận của họ. Từ đây ông đưa lực lượng của mình về phía Romford và mang theo các con tin đáng giá.
William lên ngôi vua vào ngày Giáng Sinh năm 1066 tại tu viện Westminster.

## Di sản

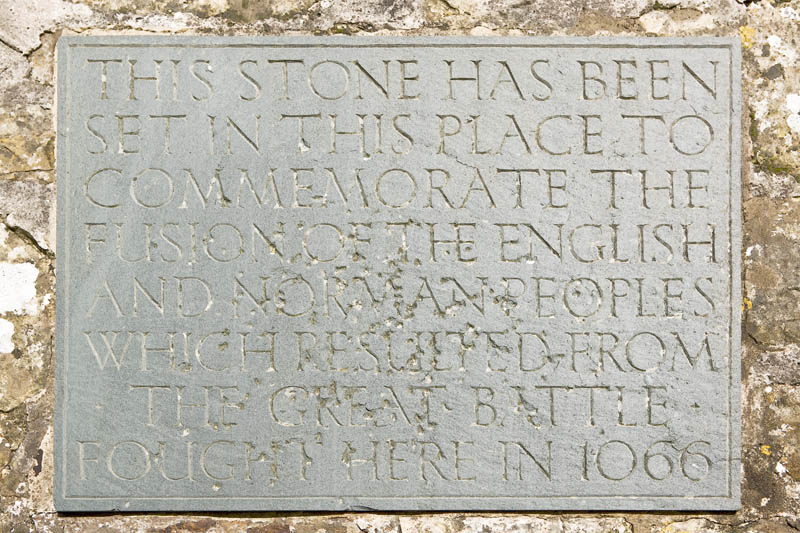
Tấm bảng ghi dấu nơi tử trận của Harold ở tu viện Battle

Tu viện Battle được xây trên nơi từng là bãi chiến trường, với một tấm bảng đánh dấu nơi được cho là chỗ mà Harold đã tử trận. Các sự kiện trước và trong trận chiến được miêu tả trên tấm thảm Bayeux.
Trận Hastings là một ví dụ của việc kết hợp nhiều loại binh chủng. Cung thủ, kỵ binh và bộ binh của Norman đã kết hợp cùng nhau để triệt tiêu thế chủ động của quân Anh và buộc họ phải phòng thủ.
Trận đánh cũng đưa tới những ảnh hưởng lớn lao lên tiếng Anh. Người Norman nói tiếng Pháp, và sau khi thống trị ở Anh thì họ đã đưa nhiều từ tiếng Pháp vào tiếng Anh. Sau khi lên ngôi, William đã có những cuộc cải cách toàn diện về mọi mặt ở nước Anh, đặc biệt là đã mở đầu cho việc xây dựng nên một hệ thống Thông luật đồ sộ và là một trong hai hệ thống pháp luật chính trong thế giới đương đại.
Paul K. Davis viết: "Chiến thắng của William đã đưa một nhà thống trị nước ngoài lên ngai vàng nước Anh, qua đó mang một xã hội kiểu châu Âu thay vì là kiểu Scandinavia đến cho hòn đảo tách biệt này" trong "cuộc xâm lược thành công cuối cùng vào nước Anh". Sử gia Edward Creasy xếp trận Hastings vào trong danh sách 15 trận chiến có ý nghĩa quan trọng nhất trong lịch sử (tính từ trận Marathon tới trận Waterloo).